# Eclectus (rodzaj)
Eclectus – rodzaj ptaków z podrodziny papug wschodnich (Psittaculinae) w obrębie rodziny papug wschodnich (Psittaculidae).

## Zasięg występowania
Rodzaj obejmuje gatunki występujące w Australii, Indonezji, Papui-Nowej Gwinei i Wyspach Salomona.

## Morfologia
Długość ciała 35–42 cm; masa ciała 355–615 g.

## Systematyka
Rodzaj zdefiniował w 1832 roku niemiecki przyrodnik Johann Georg Wagler w artykule poświęconym przeglądowi systematycznemu rodzajów i gatunków rzędu papugowych, opublikowanym w czasopiśmie Abhandlungen der Mathematisch-Physicalischen Klasse der Königlich Bayerischen Akademie der Wissenschaften. Gatunkiem typowym jest (późniejsze oznaczenie) barwnica zwyczajna (E. roratus).

### Etymologia
- Eclectus: gr. κλεκτος eklektos „wybrany”, od εκλεκτοω eklektoō ‘być w separacji’[5].
- Lorius (Larius): epitet gatunkowy Psittacus lory Linnaeus, 1758; malajska  nazwa Lūri dla kolorowych lor[5][6]. Gatunek typowy: Psittacus (Larius) ceclanensis Boddaert, 1783 (= Psittacus roratus Statius Müller, 1776).
- Polychlorus: epitet gatunkowy Psittacus polychloros Scopoli, 1786; gr. πολυ- polu- ‘dużo, więcej’; χλωρος khlōros ‘zielony’ (por. πολυχλωρος polukhlōros ‘ciemnożółty’)[7]. Gatunek typowy: Psittacus magnus J.F. Gmelin, 1788 (= Psittacus roratus Statius Müller, 1776).

### Podział systematyczny
Do rodzaju należą następujące gatunki:
- Eclectus cornelia Bonaparte, 1850 – barwnica sundajska
- Eclectus roratus (Statius Müller, 1776) – barwnica zwyczajna
- Eclectus riedeli A.B. Meyer, 1882 – barwnica tanimbarska
- Eclectus polychloros (Scopoli, 1786) – barwnica papuaska
- Eclectus infectus Steadman, 2006 – barwnica pacyficzna – takson wymarły[9]